# Fallascoso
Fallascoso è una frazione del comune di Torricella Peligna, in provincia di Chieti.

## Storia
Comune autonomo fino al 1928 quando fu accorpato dall'attuale comune.

## Monumenti e luoghi d'interesse
- Eremo di San Rinaldo. Fu edificato davanti alla grotta ove, nel XIX secolo avrebbe vissuto San Rinaldo. Il campanile è realizzato con un pinnacolo di roccia naturale ed è realizzato direttamente con la roccia che sostiene la campana.[1]
- Chiesa di San Nicola. Risale al XVIII secolo quando fu costruita su dei ruderi di un palazzo medievale di cui non si notano molte tracce a parte un portale con arco ogivale sulla facciata principale. Ad ogni modo lo stile architettonico dell'edificio è del XIX secolo, epoca in cui la chiesa venne ricostruita o restaurata dopo una sconosciuta calamità. la facciata principale è rivolta verso l'abitato ed il campanile verso la Maiella. La facciata è a capanna. Sopra il portale vi sono due monofore. Il portale ha degli stipiti con decorazioni classiche. L'interno è a tre navate con endonartece. Tutte le pareti sono stuccate in stile tardo barocco.[2]
- Palazzo Fallascoso. Sito sul colle ov'è il piccolo centro abitato. Presenta le tracce di garitte agli angoli.[3]